# Beinum
Beinum is een wijk van Doesburg in de streek de Liemers. Tot begin jaren zeventig van de twintigste eeuw behoorde het gebied waar de wijk nu ligt bij de gemeente Angerlo. Door een aanpassing van de gemeentegrenzen is het bij Doesburg gekomen. Voor de postcodes valt Beinum onder de stad Doesburg. 
In 2009 zijn grootschalige archeologische opgravingen uitgevoerd voorafgaande aan de nieuwbouw van 200 woningen. Er zijn sporen gevonden van boerderijen uit de 10e tot en met de 13e eeuw, enkele tientallen waterputten en zeer veel materiële vondsten.
Dorp: Doesburg       Wijk: Beinum

Gelderland: Steden en dorpen in Gelderland      Nederland: Provincies · Gemeenten